# Marcus Cooper Walz
Marcus Cooper Walz (3 de outubro de 1994) é um canoísta de velocidade espanhol, campeão olímpico.

## Carreira
Marcus Walz representou seu país na Rio 2016 ganhou a medalha de ouro no prova do K1-1000m. Nos Jogos Olímpicos de Verão de 2024, em Paris, conquistou a medalha de bronze na competição do K-4 500 m masculino, ao lado de Saúl Craviotto, Carlos Arévalo e Rodrigo Germade.